# La Constancia, Sinaloa
La Constancia är en ort i Mexiko.   Den ligger i kommunen Culiacán och delstaten Sinaloa, i den västra delen av landet, 1 000 km nordväst om huvudstaden Mexico City. La Constancia ligger 15 meter över havet och antalet invånare är 5 836.
Terrängen runt La Constancia är platt. Runt La Constancia är det ganska tätbefolkat, med 155 invånare per kvadratkilometer. Närmaste större samhälle är El Rosario, 3,6 km norr om La Constancia. Trakten runt La Constancia består till största delen av jordbruksmark.